# Bassingbourn cum Kneesworth
Bassingbourn cum Kneesworth – civil parish w Anglii, w hrabstwie Cambridgeshire, w dystrykcie South Cambridgeshire. Leży 19 km na południowy zachód od miasta Cambridge i 64 km na północ od Londynu. W 2001 miejscowość liczyła 4006 mieszkańców.